# Flagge Dominicas
Die Flagge Dominicas besteht in ihrer heutigen Form seit 1988.

## Beschreibung und Bedeutung

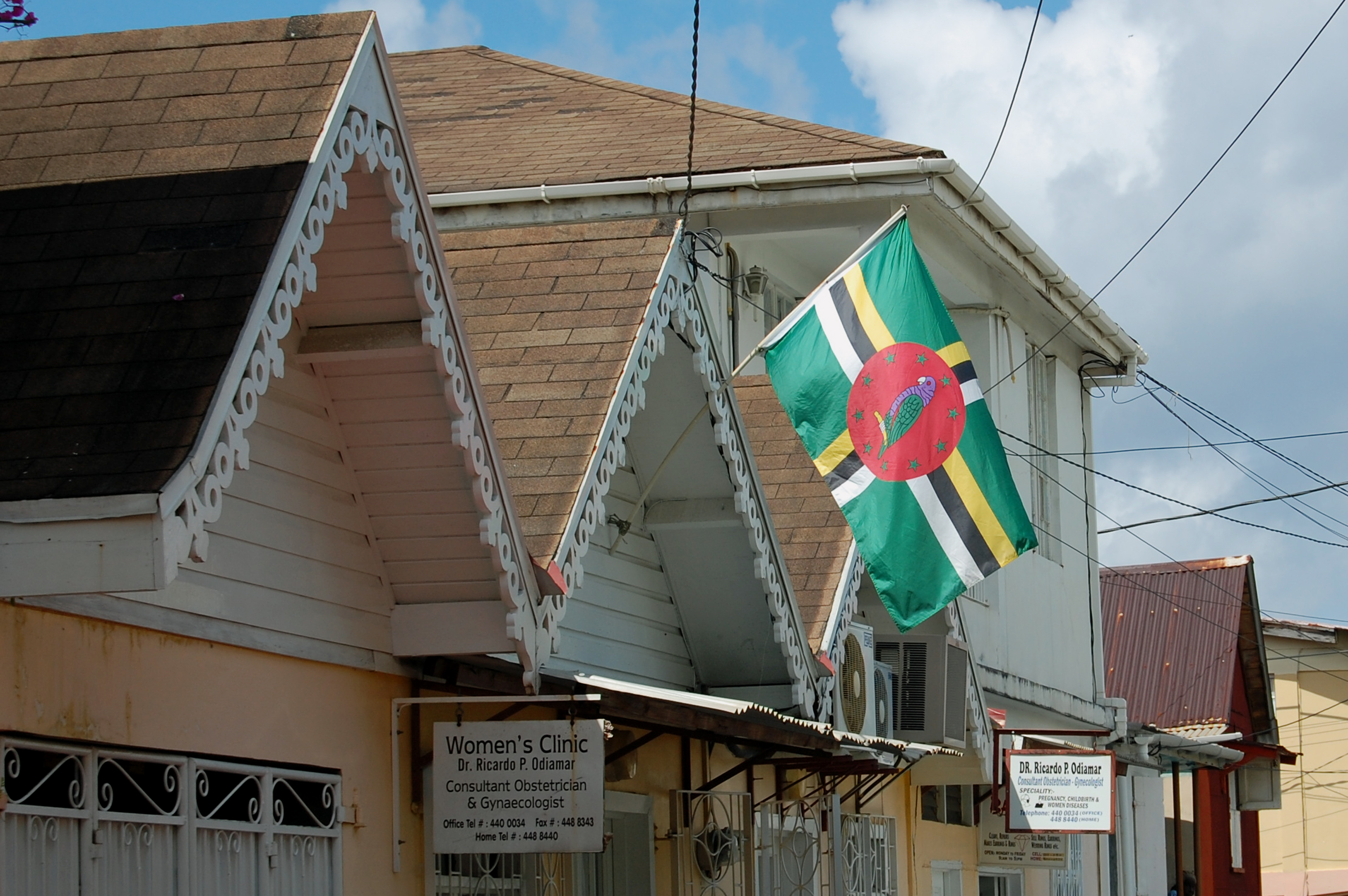
Nationalflagge in Roseau

Die Flagge Dominicas hat einen waldgrünen Hintergrund, auf dem je drei vertikale und horizontale Streifen in Gelb, Schwarz und Weiß ein Kreuz bilden. In der Mitte befindet sich ein roter Kreis, in dem ein Sisserou-Papagei auf einem Zweig steht, umgeben von zehn limonengrünen Sternen.
Das zentrale Element zeigt den Nationalvogel Dominicas, den Sisserou-Papagei, der auch ein Symbol für Flüge in große Höhen und die Verwirklichung von Ambitionen ist. Der Papagei stammt aus dem Wappen Dominicas, das auch das offizielle Siegel des Landes ist.
Die zehn limonengrünen Sterne, das traditionelle Symbol der Hoffnung, repräsentieren die zehn gleichberechtigten Bezirke des Landes, genau wie die Gleichberechtigung der Menschen. Manchmal sind die Sterne auch gelb umrandet. Der zentrale rote Kreis symbolisiert Dominicas Verpflichtung zu sozialer Gerechtigkeit.
Die gelben, schwarzen und weißen Streifen formen ein dreifarbiges Kreuz, das für die Dreifaltigkeit Gottes steht. Das Kreuz selber demonstriert den Glauben an Gott, denn Dominica wurde auf dem Prinzip der Anerkennung von Gottes Überlegenheit gegründet.
Daneben sind Gelb und Weiß auch die Farben der Katholiken.
Der gelbe Streifen steht auch für den Sonnenschein des Landes und die landwirtschaftlichen Produkte, Zitrusfrüchte und Bananen, und ist auch ein Symbol der Kariben und der Arawak, der Ureinwohner der Inseln. Der weiße Streifen steht für die Klarheit der Flüsse und Wasserfälle und der Reinheit der Ambitionen der Menschen. Der schwarze Streifen steht für den ertragreichen Boden der Inseln, der die Basis der Landwirtschaft ist, sowie für das afrikanische Erbe.
Der dunkelgrüne Hintergrund symbolisiert den prächtigen grünen Wald und die allgemeine Üppigkeit der Inseln.

## Geschichte
Die Flagge wurde in ihrem Grunddesign am 3. November 1978 offiziell eingeführt. Genau drei Jahre später, am 3. November 1981, wurde sie das erste Mal abgeändert, indem die weißen und schwarzen Streifen ihre Plätze tauschten und die Sterne eine gelbe Umrandung erhielten. 1988 wurde sie zum zweiten Mal verändert, als man die Haltung des Papageis veränderte. Die Umrandung der Sterne verschwand.
Zuvor, unter britischer Herrschaft, waren Kolonialflaggen in Form einer Blue Ensign in Gebrauch.

1955–1965
1965–1978
1978–1981
1981–1988
1988–1990